# Problems
Problems er en animationsfilm fra 1998 instrueret af Trine Laier, Trine Vester efter manuskript af Rasmus Bregnhøi.

## Handling
10 korte tegnefilm.